# نورا ماي فرينش
نورا ماي فرينش (بالإنجليزية: Nora May French)‏ هي كاتِبة وشاعرة أمريكية، ولدت في 1881، وتوفيت في 1907 بسبب تسمم.